# Львівський ретро-паровоз
Львівський ретро-паровоз — екскурсійний склад ретро-поїзда № 922/921 на паровозній тязі, який здійснює перевезення пасажирів маршрутом Львів — Брюховичі.
У поїзді здійснюється розважальна програма та екскурсійне супроводження, завдяки чому можна поринути у давнину. Поїздка триває 25 хвилин. Квиток коштує близько 50 грн, купується у приміській касі вокзалу станції Львів.

## Історія
З 19 грудня 2016 року по 14 січня 2017 року потяг курсував по деяких днях, ціна дитини 4,5₴, дорослого 6₴.
З 23 по 25 грудня 2018 року запустили додатковий рейс № 924/923 і потяги курсували щодня, ціна подорожчала для дорослого до 16₴, а для дитини до 12₴.
З 29 грудня 2019 року по 1 січня 2020 року потяг курсував щодня, а ціна для дорослого подорожчала до 50₴, а дитини 37,50₴.
31 грудня 2020 і 1 січня 2021 рік скасували рейс № 924/923 через коронавірус, але рейси № 922/921 в ті числа курсували, що правда дитячий квиток став коштувати 37₴.

## Інформація про курсування
Потяг курсує на Новий Рік. Проміжних зупинок немає.
| Розклад руху потяга «Львівський ретро-паровоз» № 922/921 (поточний) | Розклад руху потяга «Львівський ретро-паровоз» № 922/921 (поточний) | Розклад руху потяга «Львівський ретро-паровоз» № 922/921 (поточний) | Розклад руху потяга «Львівський ретро-паровоз» № 922/921 (поточний) | Розклад руху потяга «Львівський ретро-паровоз» № 922/921 (поточний) |
| Час прибуття                                                        | Час відправлення                                                    | Станція                                                             | Час прибуття                                                        | Час відправлення                                                    |
| ------------------------------------------------------------------- | ------------------------------------------------------------------- | ------------------------------------------------------------------- | ------------------------------------------------------------------- | ------------------------------------------------------------------- |
| -                                                                   | 12:25                                                               | Львів                                                               | 14:10                                                               | -                                                                   |
| 12:50                                                               | -                                                                   | Брюховичі                                                           | -                                                                   | 13:40                                                               |

## Склад потяга
На маршруті курсують склади формування вагонного депо станції Львів.
Потяг складається з 2 плацкартних фірмових пасажирських вагонів різного класу комфортності: